# Міжнародний центр мугама
Міжнародний центр мугама (азерб. Beynəlxalq Muğam Mərkəzi) - центр мугама, що розташований у місті Баку, на території Приморського бульвару. Створений згідно з указом президента Азербайджанської республіки Ільхама Алієва від 6 квітня 2005 року. Архітектори - Вахід Гасимоглу Тансу і Ханіддін Уяк Етірне Ахмед. У серпні того ж року, у Баку, на території приморського національно парку Ільхам Алієв, його дружина, посол доброї волі ЮНЕСКО Мехрібан Алієва і генеральний директор ЮНЕСКО Мацуура Коіхіро заклали перший камінь в основу комплексу.

## Відкриття центру

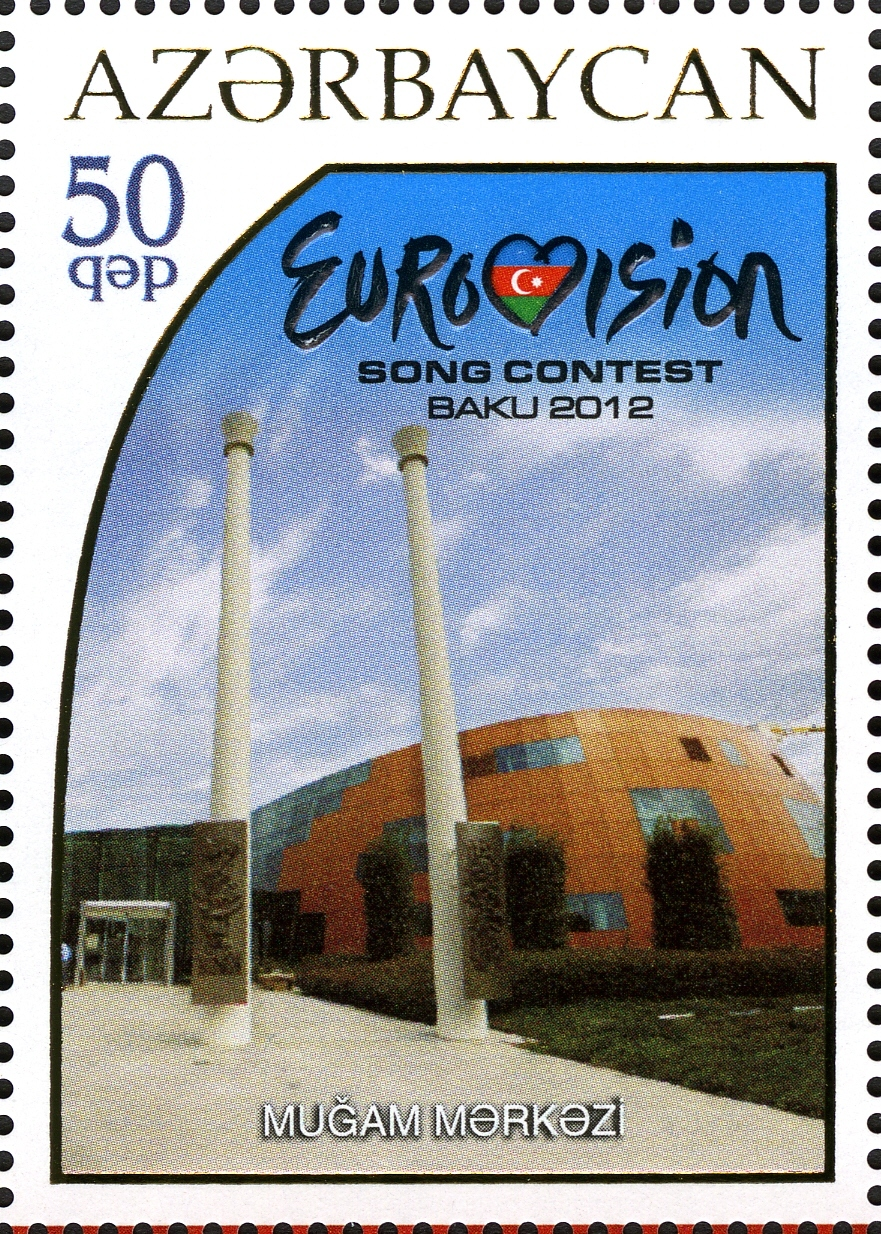
Поштова марка Азербайджану, 2012

Відкриття комплексу відбулося 27 грудня 2008 року, у присутності президента Азербайджану Ільхама Алієва. Загальна площа центру становить 7500 м2. У комплексі є концертний салон на 350 чоловік, студія звукозапису, приміщення для репетицій. У фоє встановлені бюсти відомих виконавців мугама, а також є багата колекція музичних інструментів.

## Назва центру
2 липня 2009 Кабінет Міністрів Азербайджанської республіки прийняв постанову № 103 «Про деякі питання Центру Мугам». В результаті, назву «Центр Мугама» перейменували в «Міжнародний центр мугама», а сам центр був переданий у підпорядкування міністерства культури і туризму Азербайджанської республіки.
З 18 по 25 березня 2009 року в центрі було проведено міжнародний фестиваль «Світ Мугама».

## Будівля центру
Фундамент центру був закладений у серпні 2005 року за участю Президента Ільхама Алієва, першої леді країни Мехрібан Алієвої, генерального директора ЮНЕСКО Мацуура Коіхіро. Будівля розташована в триповерховій будівлі загальною площею 7,5 тисяч квадратних метрів. За формою будівля нагадує частини тара - одного з азербайджанських музичних інструментів, яким акомпанують виконавцю мугама. Будівля була побудована з використанням сучасних технологій, а необхідне обладнання було завезено з Італії, Австрії, Франції і Туреччини. У ході будівельних робіт було використано більше 2 тисяч склин різних розмірів.